# Jiří Kotrba
Jiří Kotrba (Písek, 28 febbraio 1958) è un allenatore di calcio ed ex calciatore ceco, fino al 1993 cecoslovacco, di ruolo difensore.
Da allenatore ha vinto la prima edizione della Coppa della Repubblica Ceca alla guida del Viktoria Žižkov, imponendosi in finale ai rigori contro lo Sparta Praga. Nel 1998 si ripete con lo Jablonec, vincendo nuovamente il trofeo ai danni del Drnovice (2-1).
Nel dicembre 2002 è chiamato alla guida dello Sparta Praga: a fine stagione vince il campionato ceco in volata contro i rivali dello Slavia Praga. Dal 2011 al 2013 è stato il ds della Dyn. Č. Budějovice

## Palmarès
- Coppa della Repubblica Ceca: 2

Viktoria Žižkov: 1993-1994
Jablonec: 1997-1998
- Campionato ceco: 1

Sparta Praga: 2002-2003